# Kamienica przy ulicy Retoryka 15 w Krakowie
Kamienica przy ulicy Retoryka 15 – zabytkowa kamienica znajdująca się w Krakowie, w dzielnicy I przy ulicy Retoryka 15, na Nowym Świecie. 
Jej projektantem był Teodor Talowski, uważany za jednego z najwybitniejszych i najoryginalniejszych polskich architektów XIX wieku.
Kamienica została wzniesiona w latach 1887-1888. Budynek posiada prostą fasadę. Jedynie na wysokości parteru zastosowane zostały elementy dekoracyjne w postaci zróżnicowanego materiału – białego kamienia i ciemnoczerwonej cegły oraz zdobień okien i drzwi. Na elewacji umieszczono sentencję: "Długo myśl, prędko czyń".
Kamienica została wpisana do gminnej ewidencji zabytków.